# لا لونا (فلم 1979)
الْقَمَرُ (بالإيطالية: La Luna) فيلمٌ للمخرج الإيطالي الأسطوري برناردو برتولوتشي لعام 1979 ؛ ويعد من أقل أفلامه شهرة وتقديرًا جماهيريًا ونقديًا بسبب الظروف التي كان يواجهها بسبب فكره في تلك الفترة، لكن الآن يصنف البعض فيلمه هذا أنه من روائع السينما العالمية، وتدور قصة فيلم القمر حول حالة المراهق وتوجهه الجنسي بشكل فلسفي شاعري بديع، وأيضًا هو فيلم أوبرالي شديد التطرف من ما يثير تضايق البعض.

## الاستقبال
في وقت نزوله حقق نجاحًا جماهيريًا بشكل كبير ووصلت إيراداته إلى حوالي ثمانية وستون ألفًا دولار أمريكي رغم ميزانية الفيلم القليلة؛ ويرجح البعض أن سبب ذلك هو الضجة التي أحدثها الفيلم حول أفكاره ومنع في الكثير من الدول لكنه رغم ذلك حقق نجاحًا مهولًا لا يمكن نسيانه ويستغرب البعض الآن أن فيلمًا مثل هذا حضى بكل هذا النجاح لم يحصل على تقديرٍ كافيٍ في وقتنا الحالي.
جاءت الآراء النقدية متضاربة بشكل كبير حتى من محبين برتولوتشي نفسه، لكن كان هناك نقاد آخرين من أوروبا معجبين بشدة حول الفيلم ووصفه البعض بـ«تحفة سينمائية».
هاجم المخرج الروسي العظيم أندريه تاركوفسكي فيلم برتولوتشي هذا في مذكراته المسمى بـ«الزمن في ثنايا الزمن: اليوميات» واصفًا إياه بأنه: «. نفاية وحشية ودنيءة ومبتذلة». ولا بد أن ما أزعج تاركوفسكي هو تخطي قدسية المسافة بين الأم وابنها وهذا كان شيئًا مقرفًا بنسبة لتاركوفسكي.

## وصلات خارجية
- لا لونا على موقع IMDb (الإنجليزية)
- لا لونا على موقع روتن توميتوز (الإنجليزية)
- لا لونا على موقع نتفليكس (الإنجليزية)
- لا لونا على موقع ألو سيني (الفرنسية)
- لا لونا على موقع Turner Classic Movies (الإنجليزية)
- لا لونا على موقع أول موفي (الإنجليزية)
- لا لونا على موقع بوكس أوفيس موجو (الإنجليزية)
- لا لونا على موقع فيلمافينيتي (الإسبانية)
- لا لونا على موقع قاعدة بيانات الأفلام السويدية (السويدية)
- لا لونا على موقع قاعدة بيانات الفيلم (الإنجليزية)